# GZR
GZR (na albech uváděná i jako g//z/r nebo geezer) je heavymetalová hudební skupina založená roku 1995 jako vlastní projekt baskytaristou Black Sabbath Geezerem Butlerem v texaském Houstonu v USA. Název vychází z pseudonymu svého zakladatele. Databáze Allmusic popsala hudební styl GZR jako ultra-heavy aggro thrash metal.
První studiové album Plastic Planet vyšlo v roce 1995.

## Diskografie

### Studiová alba
- Plastic Planet (1995, pod názvem interpreta g//z/r)[3]
- Black Science (1997, pod názvem interpreta geezer)[3]
- Ohmwork (2005, pod názvem interpreta GZR)[3]

### Singly
- Cycle of Sixty / X13 (1995)

### Kompilace
- Manipulations of the Mind – The Complete Collection (2021)
- The Very Best of Geezer Butler (2021)